# KF 엘바사니
KF 엘바사니(알바니아어: KF Elbasani)는 엘바산을 연고로 하는 알바니아의 축구 클럽이다.

## 성적
- 알바니아 수페르리가 우승 2회 (1983-84, 2005-06)
- 알바니아 퍼스트디비전 우승 4회 (1933, 1958, 2001-02, 2013-14), 준우승 1회 (2009-10)
- 알바니아 컵 우승 2회 (1975, 1992)
- 알바니아 슈퍼컵 우승 1회 (1992)